# 山东理工大学
36°48′38″N 117°59′42″E / 36.81056°N 117.99500°E
山东理工大学，简称“山理工”或“山东理工”，由国家国防科技工业局与山东省人民政府共同建设，是中国山东省属重点大学，坐落于中国山东省淄博市，面向中华人民共和国及国外招生。

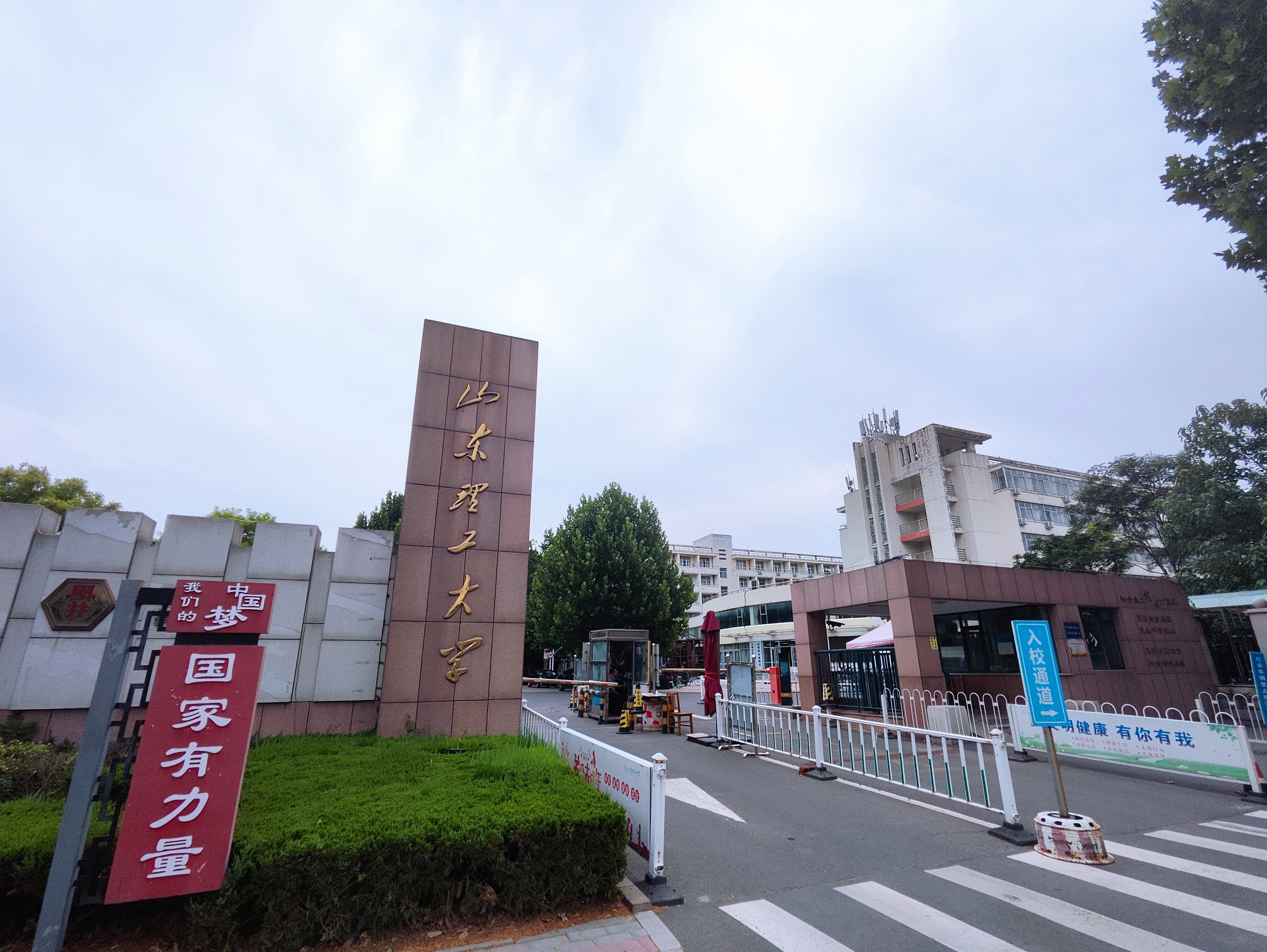
山东理工大学西校区北门

学校为中华人民共和国国务院学位委员会批准的首批具有学士学位授予权的高等院校，拥有硕士学位与博士学位授予权，研究生推免资格和博士后科研流动站，是一所以理工类学科为主的综合性大学，亦是一所教学研究型大学。
学校为首批入选中华人民共和国教育部“卓越工程师教育培养计划”的高等院校（共61所）之一，是首批“山东省高等教育名校建设工程”高校之一，也是首批中国国家级人才培养模式创新实验区、国家级工程实践教育中心共建高校。2012年10月，入选欧盟伊拉斯谟世界计划亚洲GATE项目（Knowledge Management Technology transfer and Education programme）。入选山东省高水平大学建设项目“强特色”高校。

## 校名
学校校名由中国科学院院士、中国工程院院士、前中国工程院院长、全国政协副主席宋健先生题写。

## 历史沿革
山东理工大学是2001年由原山东工程学院和原淄博学院合并组建而成的以理工学科为主的多科性大学。
原山东工程学院为山东省人民政府所属理工类高等院校，是山东省历史较长的工科院校，创建于1956年；原淄博学院为山东省第一所综合性地方本科学院，隶属省市两级领导，实行省市共建的办学体制，其前身包括始建于1942年的中国国家建筑材料工业局所属山东建筑材料工业学院分院。
1956年6月，山东工程学院的前身山东农业机械化学院建校，是中国政府为实现农业机械化在当时全国七个大区分别布点建立的农业机械学院之一；1958年8月，升格为本科高等院校，为文化大革命前山东省设立的13所本科高等院校之一；1990年11月，发展成为以理工学科为主的多科性的山东工程学院（英文：Shandong Institute of Technology，缩写：SDIT）。1998年2月，中国工程院院士姚福生被聘为山东工程学院院长。
1987年3月，山东建筑材料工业学院校本部由淄博市迁至济南市，国家建筑材料工业局党组决定，在原校址设立山东建材学院博山分部；1987年9月，经国家教委同意，山东建材学院博山分部更名为山东建材学院分院。分院最初设有非金属矿床开采、非金属选矿工程、非金属矿工程测量、非金属地质探测等四个专业，1993年起开始进行本科教育；截至1998年4月，设5系、1部，4个本科专业、11个专科专业、6个中专专业，形成了本科、专科、中专三个层次的办学格局。
1998年4月，经教育部批准，由山东建筑材料工业学院分院、淄博大学、淄博师范专科学校（淄博教育学院）、淄博市职工大学、淄博广播电视大学合并组建淄博学院（英文：Zibo University，缩写：ZBU）。2000年4月，中国科学院院士万哲先被聘为淄博学院学术委员会主任；6月，中国工程院院士杜善义被聘为淄博学院名誉院长。
2001年3月29日，山东省人民政府决定，山东工程学院与淄博学院合并组建山东理工大学。经过一年的筹备，2002年3月21日，教育部批准山东工程学院与淄博学院合并组建山东理工大学，由原山东工程学院院长、中国工程院院士姚福生担任山东理工大学首任校长。

## 学科专业
学校设置27个学院、16个校级研究院，拥有3个博士后科研流动站、4个博士学位授权一级学科、24个硕士学位授权一级学科、4个硕士学位授权二级学科（不含一级学科覆盖点）、14个硕士专业学位授权类别，开设69个本科招生专业，学科涵盖9个学科门类；有教师2151人，全日制本科在校生33000余人，在学研究生3100余人。学科专业涵盖了工学、理学、经济学、管理学、文学、法学、历史学、教育学、艺术学等9个学科门类，已逐步形成以工为主、多学科协调发展的学科专业布局。

### 学院设置
| 山东理工大学学院设置   | 附注                                       |
| ---------------------- | ------------------------------------------ |
| 机械工程学院           |                                            |
| 交通与车辆工程学院     |                                            |
| 农业工程与食品科学学院 |                                            |
| 电气与电子工程学院     |                                            |
| 计算机科学与技术学院   |                                            |
| 化学工程学院           |                                            |
| 建筑工程学院           |                                            |
| 资源与环境工程学院     |                                            |
| 材料科学与工程学院     |                                            |
| 生命与医药学院         |                                            |
| 数学与统计学院         |                                            |
| 物理与光电学院         |                                            |
| 管理学院               | 山东理工大学MBA教育中心                    |
| 文学与新闻传播学院     |                                            |
| 外国语学院             |                                            |
| 法学院                 | 淄博律师学院                               |
| 马克思主义学院         |                                            |
| 美术学院               |                                            |
| 音乐学院               |                                            |
| 体育学院               |                                            |
| 国防教育学院           |                                            |
| 鲁泰纺织服装学院       | 与鲁泰集团（鲁泰纺织股份有限公司）合作创办 |
| 国际教育学院           | 负责留学生的培养                           |
| 创新创业学院           | 负责学校创新创业研究                       |
| 经济学院               |                                            |
| 继续教育学院           | 学生出国留学、教师资格证考试培训等工作     |
| 教师教育学院           |                                            |

## 校园
有东、西两个校区和北校生活区、瑞贤园生活区，东、西两校区占地面积约240万平方米（3600亩）。校舍建筑面积约105.47万平方米。

### 图书馆
山东理工大学图书馆是2001年由原山东工程学院图书馆和淄博学院图书馆合并而成。图书馆馆舍面积51,891平方米，有阅览座位4,686个。馆藏图书总量611万册，其中纸质图书306万册，电子图书305万种（含中外文学位论文）；各种类型数据库165个；中文期刊8,000余种（纸质现刊2,266种），外文期刊16,000余种（纸质现刊39种）。
逸夫图书馆，建筑面积3.8万平方米。
东校区图书馆建筑面积1.1万平方米。

### 学校地址
1. 西校区：山东省淄博市张店区新村西路266号
2. 东校区：山东省淄博市张店区共青团西路88号
3. 北校生活区：山东省淄博市张店区北西六路55号
4. 瑞贤园生活区：山东省淄博市张店区人民西路253号

## 科学研究

### 科研机构
学校有1个国家级工程（技术）研究中心，4个国家级工程实践教育中心，1个国家级实验教学示范中心，1个国家级虚拟仿真实验教学中心，3个省级协同创新中心，1个省级工程技术研究院，1个省级经济技术研究院，15个省级工程技术研究中心，21个中央与地方共建实验室，1个中国工程院实验室，7个省级重点实验室，11个省级重点学科，4个省级人文社会科学研究基地，1个省级检测研发公共服务基地，5个省级高校科研创新平台，3个山东省实验教学示范中心，13个山东省骨干学科实验教学中心；设有山东省职教师资培训中心（全国重点建设职教师资培养培训基地）。

#### 国家级工程（技术）研究中心
| 名称                         | 依托学院           | 共建单位                                         |
| ---------------------------- | ------------------ | ------------------------------------------------ |
| 国家工业陶瓷工程技术研究中心 | 材料科学与工程学院 | 山东省工业陶瓷研究设计院，山东省硅酸盐研究设计院 |

#### 国家级工程实践教育中心
| 依托计划                       | 批准部门                         | 获批数目 | 共建单位                                                                               |
| ------------------------------ | -------------------------------- | -------- | -------------------------------------------------------------------------------------- |
| 教育部“卓越工程师教育培养计划” | 教育部、工信部、财政部等23个部门 | 4        | 浪潮集团有限公司，鲁泰纺织股份有限公司，山东钢铁集团金岭铁矿，山推工程机械股份有限公司 |

#### 国家级实验教学示范中心
| 名称                     | 依托学院                         |
| ------------------------ | -------------------------------- |
| 机械工程实验教学示范中心 | 机械工程学院，交通与车辆工程学院 |

#### 国家级虚拟仿真实验教学中心
| 名称                               | 依托学院           |
| ---------------------------------- | ------------------ |
| 车辆工程与交通虚拟仿真实验教学中心 | 交通与车辆工程学院 |

#### 省级协同创新中心
| 名称                                         | 理事单位 |
| -------------------------------------------- | --- |
| 山东省新能源汽车协同创新中心                 | 山东理工大学（牵头），清华大学，山东大学，中国科学院广州能源研究所等15家                                     |
| 山东省海洋生物质纤维材料及纺织品协同创新中心 | 青岛大学（牵头），山东理工大学，青岛农业大学，中国科学院海洋研究所，中国科学院青岛生物能源与过程研究所等11家 |
| 山东省高校优秀传统文化与人才培养研究基地     | 山东理工大学（牵头）                                                                                         |

#### 省级科学技术研究院
| 名称                   | 依托机构 |
| ---------------------- | --- |
| 山东工程技术研究院     | 山东理工大学，山东省工业陶瓷研究设计院，山东省硅酸盐研究设计院，中国石化集团齐鲁石化公司研究院，中国铝业山东分公司研究院，山东新华制药股份有限公司研究院 |
| 山东低碳经济技术研究院 | 山东理工大学，山东省生态文明研究会，淄博市人民政府 |

#### 省级人文社会科学研究基地
| 名称                                                           | 依托学院                         |
| -------------------------------------------------------------- | -------------------------------- |
| 山东省产业经济研究基地                                         | 经济学院                         |
| 山东省齐文化研究基地（山东省“十二五”高校人文社会科学研究基地） | 齐文化研究院                     |
| 山东省生态文化与可持续发展软科学研究基地                       | 文学与新闻传播学院               |
| 山东高校慈善文化研究基地                                       | 齐文化研究院，文学与新闻传播学院 |
| 山东高校思想政治理论课教师发展研究基地                         | 马克思主义学院                   |
| 山东省高校优秀传统文化与人才培养研究基地                       | 齐文化研究院，文学与新闻传播学院 |

#### 校地共建研究院（研究中心）
| 名称                                           | 共建单位                                                   | 创建年度 |
| ---------------------------------------------- | ---------------------------------------------------------- | -------- |
| 山东理工大学招远工业技术研究院                 | 山东省招远市人民政府                                       | 2010     |
| 淄博市新能源汽车工程技术研究院                 | 山东省淄博市人民政府                                       | 2011     |
| 山东理工大学乐陵工业技术研究院（研究生工作站） | 山东省乐陵市人民政府                                       | 2014     |
| 山东粮食干燥工程研究中心                       | 山东省农业机械技术推广站、山东德农农业机械制造有限责任公司 | 2015     |
| 山东北斗精准农业技术研发中心                   | 山东北斗华宸导航技术有限公司                               | 2015     |
| 山东理工大学青岛研究院                         | 山东省青岛市人民政府                                       | 2017     |

#### 省级工程技术研究中心
| 名称                                         | 依托学院                       |
| -------------------------------------------- | ------------------------------ |
| 山东省数字化设计与制造工程技术研究中心       | 机械工程学院                   |
| 山东省光纤通讯检测工程技术研究中心           | 机械工程学院                   |
| 山东省现代金属材料成型工程技术研究中心       | 机械工程学院                   |
| 山东省车辆工程技术研究中心                   | 交通与车辆工程学院             |
| 山东省道路智能控制与安全运输工程技术研究中心 | 交通与车辆工程学院             |
| 山东省生物信息工程技术研究中心               | 生命科学学院                   |
| 山东省清洁能源工程技术研究中心               | 农业工程与食品科学学院         |
| 山东省马铃薯生产装备智能化工程技术研究中心   | 农业工程与食品科学学院         |
| 山东省高压电网暂态保护工程技术研究中心       | 电气与电子工程学院             |
| 山东省分布式电源并网工程技术研究中心         | 电气与电子工程学院             |
| 山东省陶瓷基复合材料工程技术研究中心         | 材料科学与工程学院             |
| 山东省运动训练器械工程技术研究中心           | 材料科学与工程学院             |
| 山东省防静电陶瓷工程技术研究中心             | 材料科学与工程学院             |
| 山东省纺织化学品与染整工程技术研究中心       | 化学工程学院，鲁泰纺织服装学院 |
| 山东省矿山尾矿资源化处理工程技术研究中心     | 资源与环境工程学院             |
| 山东省基础地理空间信息工程技术研究中心       | 建筑工程学院                   |

#### 省级实验教学示范中心
| 名称                     | 依托学院           |
| ------------------------ | ------------------ |
| 机械基础实验教学示范中心 | 机械工程学院       |
| 车辆工程实验教学示范中心 | 交通与车辆工程学院 |
| 采矿工程实验教学示范中心 | 资源与环境工程学院 |

#### 中国工程院实验室
| 名称                               | 依托学院                         | 共建单位                           |
| ---------------------------------- | -------------------------------- | ---------------------------------- |
| 中国工程院精细化工、催化材料实验室 | 化学工程学院，材料科学与工程学院 | 中国工程院化工、冶金与材料工程学部 |

#### 省级重点实验室
| 名称                                                                     | 依托学院               |
| ------------------------------------------------------------------------ | ---------------------- |
| 山东省精密模具重点实验室（山东省“十二五”高校强化建设重点实验室）         | 机械工程学院           |
| 山东省精密制造与特种加工重点实验室                                       | 机械工程学院           |
| 山东省精密工程测量重点实验室                                             | 机械工程学院           |
| 山东省结构分析与动力学重点实验室（山东省“十一五”高校强化建设重点实验室） | 交通与车辆工程学院     |
| 山东省先进复合材料重点实验室                                             | 材料科学与工程学院     |
| 山东省高性能建筑复合材料制备与测试技术重点实验室                         | 材料科学与工程学院     |
| 山东省旱作农业机械及信息化重点实验室                                     | 农业工程与食品科学学院 |

#### 省级检测研发公共服务基地
| 名称                                         | 依托学院           |
| -------------------------------------------- | ------------------ |
| 山东省无机材料结构与成分检测研发公共服务基地 | 材料科学与工程学院 |

### 所获奖励
1990年至2013年，学校共获得国家级科技奖励13项；连续两次荣获山东省产学研合作创新突出贡献奖，成为山东省重要的科学研究和技术创新基地。
2006年至2012年，学校已获得七项国家级科研奖励，其中国家技术发明二等奖两项，国家科技进步二等奖五项。2006年和2007年，学校连续获得国家技术发明奖二等奖各一项；2008年、2009年、2011年、2012年和2013年，获得国家科学技术进步奖二等奖各一项。2003年、2005年和2012年，三次获得山东省科学技术进步奖一等奖。
2013年3月，获中华人民共和国国家海洋局海洋科学技术奖二等奖（2012年度）。
2009年至2014年9月，学校获得省级以上教学成果奖32项，其中，获国家级教学成果二等奖3项；入选国家级教学团队2个，省级教学团队7个；国家级特色专业5个，省级品牌、特色专业14个；国家级精品课程6门，国家级双语示范课程1门，省级精品课程52门；国家“十一五”、“十二五”规划教材28部。
“十一五”以来，学校先后承担省部级以上课题1300余项，其中国家“863”计划、国家“973”计划、国家科技支撑计划等20余项，国家自然科学基金、国家社会科学基金等各类国家级项目等210余项；荣获各级科研奖励1200余项。

### 论文专著
截至2014年1月，学校近五年发表学术论文7536篇。截至2010年9月，学术论文被SCI、EI、ISTP、SSCI检索收录已达936篇。在美国《科学》期刊上发表论文一篇，在物理期刊《物理评论快报》上发表论文一篇，入选美国科学信息研究所（ISI）TOP1%论文一篇，在机械工程领域刊物——《Procedia CIRP》2013年发表的论文入选2009年至2014年该刊引用率国际前10名（Elsevier出版社）。
2011年出版的国际顶尖医学期刊美国《新英格兰医学期刊》发表了学校生命科学学院申亮、纪洪芳两位教授有关突变导致对抗癌药物耐药性机理的研究成果。
2015年3月，进入Essential Science Indicators热点论文（Hot Papers）一篇，有包括该论文的6篇论文进入ESI高被引论文；根据2014年11月ESI数据统计，学校进入ESI高被引论文的被引次数在中国高校中排名90位。
山东理工大学等整理研究的《齐鲁古典戏曲全集》，2011年由中华书局出版发行。该书的出版填补了山东古典戏曲文献整理研究上的空白，为后来的研究者提供了可资利用的资料，在齐鲁历史文献的整理和地方古代戏曲的研究上，完成了一件颇具意义和价值的学术工程。
截至2014年1月，学校出版专著、译著、教材3740部，编辑出版《山东理工大学学报》（分“自然科学版”和“社会科学版”）、《管子学刊》等国内外公开发行的学术期刊。《山东理工大学学报》（自然科学版、社会科学版）为美国《剑桥科学文摘》（CSA）来源期刊；《山东理工大学学报》（自然科学版）为中文科技期刊数据库来源期刊；《山东理工大学学报》（社会科学版）为中国人文社会科学引文数据库（CHSSCD）来源期刊；《管子学刊》创刊于20世纪80年代，为中国人文社会科学核心期刊和中文社会科学引文索引（CSSCI）来源期刊。

## 国家计划
学校是中华人民共和国国务院学位委员会批准的全国首批具有学士学位授予权的高等院校，为中华人民共和国教育部批准的全国首批“卓越工程师教育培养计划”高等院校（共61所）之一，也是首批国家级人才培养模式创新实验区，并入选首批国家级工程实践教育中心共建高校。
2012年10月，学校入选欧盟伊拉斯谟世界计划亚洲GATE项目（knowledGe mAnagement Technology transfer and Education programme）。
2012年11月，山东省确定了“山东省高等教育名校建设工程”首批立项建设单位，进行重点建设，在资金、资源等方面给予更大支持，山东理工大学入选首批应用型人才培养特色名校。

## 军官选培
山东理工大学为中国大陆第一所成立空军国防教育学院的高等院校，是山东省6所招收和培养国防生的院校之一；为中国人民解放军空军19所签约高校之一，是山东省唯一与空军签约培养国防生的高校，也是从在校本科生中选拔国防生数量较多的高等院校。中国人民解放军在学校设立后备军官选拔培训工作办公室。

## 学校标识

### 校训
山东理工大学校训为厚德 博学 笃行 至善。学校校训由著名书法家、中国书法文化研究所所长、中国画研究院院务委员、首都师范大学博士生导师欧阳中石先生题写。 
校训释义：
厚德——语出《易·坤卦》：“地势坤，君子以厚德载物。”“厚德载物”体现了中华民族顺应自然，与时俱进，以博大宽容的道德胸怀包举万物，承载理想的民族精神。引“厚德”二字，意在期望师生以高尚的道德立身，以高尚的道德承载天下重任。
博学——语出 《论语·子张》：“博学而笃志，切问而近思。”“博学”既指广泛学习，也指学问渊博。用“博学”二字就是倡导师生努力学习，博采众长，追求广博的学识和渊博的学问。
笃行——语出 《中庸》：“博学之、审问之、慎思之、明辨之、笃行之。”笃行的本意是专一实行，踏实去做。取“笃行”二字是引导师生脚踏实地、身体力行，学以致用。
至善——语出《大学》：“大学之道，在明明德，在亲民，在止于至善。”“至善”是指达到善的最高境界。以“至善”二字勉励师生追求人格、学识和谐统一的完美的境界。
校训四个词语中，“厚德”突出了德育为首的教育理念；“博学”是求学、治学的目标；“笃行”强调的是重视实践、知行合一；“至善”则是人格与学识和谐统一的完美境界，也是教育所能达成的最高理想。

### 校徽
校徽名称：理工之星
校徽释义：
山东理工大学校徽为圆形，由内外两部分组成。外圆部分上方为“毛体”书写的中文校名，下方为英文校名。内圆部分为中心图案。中心图案为“理工”汉语拼音首字母“ L 、 G ”的变形笔划，同时构成一草书“山”字，指山东理工大学；两笔划相连处缀一颗星，象征着山东理工大学人的智慧光芒，也预示着山东理工大学的辉煌前程。

### 校歌
校歌名称：《你伴随我》
山东理工大学校歌是由中国著名艺术家阎肃先生和孟卫东先生分别作词、作曲，后经广泛征求意见，充分讨论，并征得作者同意，学校对词曲作了进一步完善而形成的。校歌的主调是开拓创新，与时俱进，勤奋共勉，勇担历史重任，发扬“厚德、博学、笃行、至善”的校训精神。

## 国际及港澳台交流

### 国外友好学校
| 学校名称（Chinese Name）     | 国家（Country）                |
| ---------------------------- | ------------------------------ |
| 加利福尼亚大学戴维斯分校     | 美国（USA）                    |
| 夏威夷大学                   | 美国（USA）                    |
| 宾夕法尼亚州爱丁堡罗大学     | 美国（USA）                    |
| 普渡大学                     | 美国（USA）                    |
| 世纪大学                     | 美国（USA）                    |
| 宾夕法尼亚州布鲁姆斯堡大学   | 美国（USA）                    |
| 圣路易斯大学                 | 美国（USA）                    |
| 圣何塞州立大学               | 美国（USA）                    |
| 辛辛那提大学                 | 美国（USA）                    |
| 哈维·莫德学院                | 美国（USA）                    |
| 莫宁赛德学院                 | 美国（USA）                    |
| 哈德兰社区学院               | 美国（USA）                    |
| 班戈大学                     | 英国（UK）                     |
| 威尔士三一圣大卫大学         | 英国（UK）                     |
| 斯旺西大学                   | 英国（UK）                     |
| 利兹大学                     | 英国（UK）                     |
| 斯旺西高等教育学院           | 英国（UK）                     |
| 格拉斯哥加多尼亚大学         | 英国（UK）                     |
| 悉尼大学                     | 澳大利亚（Australia）          |
| 科廷科技大学                 | 澳大利亚（Australia）          |
| 塔斯马尼亚大学               | 澳大利亚（Australia）          |
| 新西兰Unitec国立理工学院     | 新西兰（New Zealand）          |
| 怀卡托理工学院               | 新西兰（New Zealand）          |
| 阿尔伯塔大学                 | 加拿大（Canada）               |
| 英桥大学                     | 加拿大（Canada）               |
| 南特大学                     | 法国（France）                 |
| 勒芒科技大学                 | 法国（France）                 |
| 德累斯顿工业大学             | 德国（Germany）                |
| 安哈尔特应用技术大学         | 德国（Germany）                |
| 因戈尔施塔特应用技术大学     | 德国（Germany）                |
| 萨兰托大学                   | 意大利（Italy）                |
| ESIC商学院                   | 西班牙（Spain）                |
| 约翰·开普勒林茨大学          | 奥地利（Austria）              |
| 爱尔兰国立大学戈尔韦         | 爱尔兰（Ireland）              |
| 利莫瑞克大学                 | 爱尔兰（Ireland）              |
| 沃特福德理工学院             | 爱尔兰（Ireland）              |
| 哈尔科夫国立大学             | 乌克兰（Ukraine）              |
| 敖德萨国立理工大学           | 乌克兰（Ukraine）              |
| 克鲁日-纳波卡技术大学        | 罗马尼亚（Romania）            |
| 海洋国立大学                 | 俄罗斯（Russia）               |
| 远东联邦大学                 | 俄罗斯（Russia）               |
| 海参崴经济服务大学           | 俄罗斯（Russia）               |
| 远东国立技术大学             | 俄罗斯（Russia）               |
| 布拉茨克国立大学             | 俄罗斯（Russia）               |
| 托木斯克理工大学             | 俄罗斯（Russia）               |
| 托木斯克国立师范大学         | 俄罗斯（Russia）               |
| 别尔哥罗德国立科技大学       | 俄罗斯（Russia）               |
| 白俄罗斯国立工艺大学         | 白俄罗斯（Belorussia）         |
| 白俄罗斯国立技术大学         | 白俄罗斯（Belorussia）         |
| 白俄罗斯国立交通大学         | 白俄罗斯（Belorussia）         |
| 白俄罗斯国立经济大学         | 白俄罗斯（Belorussia）         |
| 白俄罗斯国立戈梅利大学       | 白俄罗斯（Belorussia）         |
| 白俄罗斯国家农业技术大学     | 白俄罗斯（Belorussia）         |
| 白俄罗斯莫吉廖夫国立食品大学 | 白俄罗斯（Belorussia）         |
| 白俄罗斯-俄罗斯大学          | 白俄罗斯（Belorussia）         |
| 金山大学                     | 南非（South Africa）           |
| 瓦尔理工大学                 | 南非（South Africa）           |
| 阿布扎比大学                 | 阿联酋（United Arab Emirates） |
| 普莱斯顿大学                 | 巴基斯坦（Pakistan）           |
| 辛地大学                     | 巴基斯坦（Pakistan）           |
| 英迪大学                     | 马来西亚（Malaysia）           |
| 德山大学                     | 日本（Japan）                  |
| 成均馆大学                   | 韩国（Korea）                  |
| 庆熙大学                     | 韩国（Korea）                  |
| 全南大学                     | 韩国（Korea）                  |
| 建国大学                     | 韩国（Korea）                  |
| 嘉泉大学                     | 韩国（Korea）                  |
| 仁川专门大学                 | 韩国（Korea）                  |
| 东元大学                     | 韩国（Korea）                  |
| 圣德大学                     | 韩国（Korea）                  |
| 大林大学                     | 韩国（Korea）                  |
| 忠北道立大学                 | 韩国（Korea）                  |
| 昌原大学                     | 韩国（Korea）                  |
| 大邱大学                     | 韩国（Korea）                  |
| 湖西大学                     | 韩国（Korea）                  |
| 济州产业信息大学             | 韩国（Korea）                  |
| 瑞逸大学                     | 韩国（Korea）                  |
| 亚洲大学                     | 韩国（Korea）                  |
| 极东大学                     | 韩国（Korea）                  |
| 翰林大学                     | 韩国（Korea）                  |
| 湖原大学                     | 韩国（Korea）                  |
| 南部大学                     | 韩国（Korea）                  |
| 明知大学                     | 韩国（Korea）                  |
| 尚志大学                     | 韩国（Korea）                  |
| 草堂大学                     | 韩国（Korea）                  |
| 韩世大学                     | 韩国（Korea）                  |
| 韩基大学                     | 韩国（Korea）                  |

### 港台友好学校
| 学校名称（Chinese Name） | 地区（Region） |
| ------------------------ | -------------- |
| 香港城市大学             | 香港（HK）     |
| 台北科技大学             | 台湾（TW）     |
| 昆山科技大学             | 台湾（TW）     |
| 修平科技大学             | 台湾（TW）     |
| 台北城市科技大学         | 台湾（TW）     |
| 义守大学                 | 台湾（TW）     |
| 高雄大学                 | 台湾（TW）     |